# Halucinogen
Un halucinogen este un agent chimic sau o substanță care provoacă halucinații. Termenul mai poate fi folosit și pentru a descrie efectul provocat de acest tip de substanțe. Drogurile pot fi un exemplu bun de substanțe halucinogene.